# Estádio 19 de Outubro
Estádio 19 de Outubro – stadion piłkarski, w Ijuí, Rio Grande do Sul, Brazylia, na którym swoje mecze rozgrywa klub Esporte Clube São Luiz.